# Radalivka, Hlobîne
Radalivka (în ucraineană Радалівка) este un sat în comuna Zemleankî din raionul Hlobîne, regiunea Poltava, Ucraina.

## Demografie
Componența lingvistică a localității Radalivka
     Ucraineană (97,98%)
     Rusă (1,71%)
     Alte limbi (0,16%)
Conform recensământului din 2001, majoritatea populației localității Radalivka era vorbitoare de ucraineană (97,98%), existând în minoritate și vorbitori de rusă (1,71%).